# Honda MB-8
Die MB-8 ist ein Straßenmotorrad/Leichtkraftrad des japanischen Herstellers Honda. Sie wurde in den Jahren 1981 bis 1983 hergestellt.
Honda hatte die schon vorher etablierte Honda MB-50 zum 80-cm³-Leichtkraftrad MB-8 weiterentwickelt, um ein Modell in dieser neuen Fahrzeugkategorie (Zulassungsbeginn 1. Januar 1981) zum Verkauf anbieten zu können. Da Honda somit ein günstiges, technisch fortschrittliches Leichtkraftrad mit einem 1-Zylinder-Zweitaktmotor, der u. a. mit einer Getrenntschmierung und Membraneinlaßsteuerung aufwarten konnte, im Angebot hatte, wurde sie zu einem Verkaufserfolg.

## Motor
Bei einer Bohrung von 39 mm und einem Hub von 45 mm beträgt der Hubraum 78 cm³. Die Höchstleistung von 5,3 kW/7,2 PS wird bei 6500/min erreicht. Das Getriebe hat 5 Gänge. Die Momentübertragung vom Getriebe zum Hinterrad erfolgt durch eine Rollenkette. Die Höchstgeschwindigkeit ist vom Gesetzgeber auf 80 km/h begrenzt.

## Testbericht
Die Zeitschrift „Das Motorrad“ führte 1985 einen Langstreckentest mit der Honda MB-8 durch, über eine Gesamtdistanz von 10.000 km. Ermittelt wurde ein Verbrauch von 4,3 Litern Benzin auf 100 km, der Verbrauch von 2 Liter Schmieröl auf 1000 km fiel den Testern allerdings negativ auf. Das Konkurrenzmodell Suzuki TS 80 X verbrauchte nur ein Drittel davon. Die Lebensdauer der Kette betrug nur 10.000 km, danach waren Kette und Zahnräder so verschlissen, dass Kette und Räder erneuert wurden. In der Gesamtbewertung bescheinigte Axel Westphal, Die MB-8 sei ein zuverlässiges Alltagsfahrzeug.

## Fahrwerk
Rohrrahmen mit Telegabel vorn, hinten Hinterradschwinge mit hydraulisch gedämpften Federbeinen (3-fach verstellbar, hart-mittel-weich)	
Tank fasst 9 Liter, davon 1 Liter Reserve. Die theoretische Reichweite liegt bei 200 km.	
Abmessungen in mm: Radstand: 1220, 	
Leergewicht:	95 kg.	
Umfangreiche Ausstattung, u. a. mit Lenkerverkleidung sowie Cockpit mit Tacho und Drehzahlmesser. Lieferbare Farben waren: Blau, Rot, Schwarz und Weiß. Als einzige Sonderausstattung war ein Gepäckträger erhältlich.
Gebremst wird vorne mit einer Einscheibenbremse, während am Hinterrad eine Trommelbremse für Verzögerung sorgt. Die damals für Honda typischen, genieteten Verbundräder (Comstar) sind praktisch wartungsfrei, das Nachziehen von Speichen ist bauartbedingt nicht mehr erforderlich. Die MB-8 rollt vorne auf Rädern der Größe 2.50-18, hinten auf etwas breiteren 2,75-18. Auch die Mitbewerber ersetzten die Speichenräder nach und nach durch Verbundräder, auch in höheren Hubraumklassen (Ausnahme waren und sind (2021) Motorräder im Retro-Design). 1983 wurde sie durch die neu entwickelte MBX 80 abgelöst.
Aus dem Straßenbild und aus dem Gebrauchtmarkt ist die MB-8 (Stand Sommer 2021) weitgehend verschwunden.